# 모리토모 학원

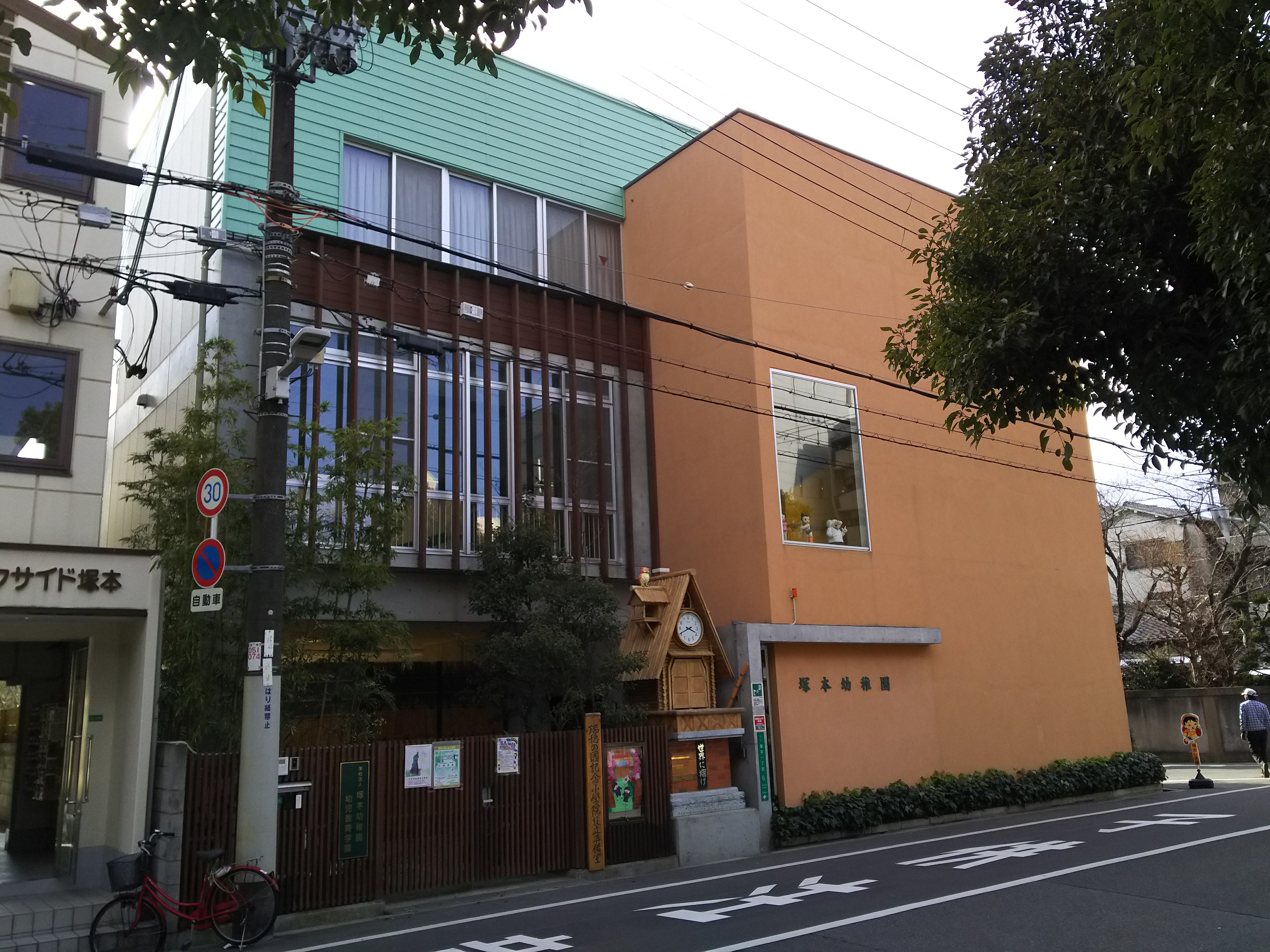
학교법인 모리토모 학원

학교법인 모리토모 학원(일본어: 学校法人森友学園 각코호진 모리토모 가쿠엔[*])은 오사카시 요도가와구에 있는 유치원과 보육소를 운영하는 사립 학교 법인이다. “우리는 천황의 충량한 신민이 되어야 한다"는 등 우익교육을 하는 것으로 알려진 쓰카모토 유치원 유아교육학원의 운영을 맡고 있는 것으로 알려져 있다.

## 국유지 헐값 매매 의혹
모리토모 학원은 아베 신조의 이름을 딴 초등학교 아베 신조기념소학교를 짓는 데 이 부지를 국가로부터 평가액의 14% 수준인 1억 3400만엔에 헐값으로 수의계약한 것으로 드러나 파문이 일었다. 아사히신문은 자민당 참의원인 고노이케 요시타다 전 방재담당상 사무소가 모리토모 학원으로부터 국유지 매입 문제와 관련해 진정을 여러 번 받았다는 내용이 담긴 보고서를 입수했다고 2017년 3월 3일 보도했다.
이 보고서엔 2013년 8월부터 16년 3월 25회에 걸쳐 본 법인의 이사장 가고이케 야스노리가 학교 설립과 관련해 국유지를 매입을 희망한다는 내용을 시작으로 정부가 제시한 임대로 연 4천만엔이 가격이 너무 높게 책정되었다며 2000~2300만원으로 줄여줄 것을 요구하고 재무국 담당자가 '전향적으로 해 가겠다'고 고노이케 전 방재담당상 사무소에 답하고 결과적으로 법인에서 요구한대로 된 경과가 나타났다고 아사히신문은 보도했다.
이 과정에서 고노이케 전 방재담당상에게 상품권 뭉치를 건네려다 거절당하기도 한 것으로 나타나 민원 차원에서 만난 것이 아닌 국유지를 싼 값에 매입하려 한 정황도 벌인 것으로 알려졌다. 고노이케 전 방재담당상 사무소는 위 사실에 대해 부정하였다.
아베 신조 총리는 2월 17일 국회에서 부지 매입 과정에서 자신의 이름이 사용된 것을 처음 들었다며 자신와 부인이 이 의혹과 관련해 관계된 바가 있으면 총리직과 국회의원직을 모두 내려놓겠다고 하고 이어 3월 2일, 참의원 예산위원회에서 자민당 의원이 부지 매매와 관련이 있더라도 해명 책임은 자신이 아닌 관련 당사자에게 있다며 선을 그었다. 이 논란과 관련해서 아베 신조의 부인 아베 아키에는 본 법인이 운영하는 유치원의 명예 교장직을 사퇴하였고 오사카부도 위 초등학교 허가를 4월로 미루는 방안을 검토하겠다고 밝혔다.
니혼게이자이신문은 2월 24일부터 26일까지 전국 18세 이상 남녀 1천1명을 대상으로 전화를 통한 여론조사에서 아베 내각의 지지율이 1월 조사 때보다 6% 포인트 낮은 60%로 하락했다고 밝혀 이 의혹이 아베 정권의 지지율에도 영향이 있는 것으로 나타났다.